# Akizzi
Akizzi bzw. Aki-Teššup/Aki-Tešup/Aki-Teschup (Darbringend ist Teššub) ist der Name des letzten Königs von Qatna. Um 1340 v. Chr. wurde das Königreich Qatna, das zuvor dem ägyptischen Statthalter Biruaza unterstellt war, von den Hethitern zerstört. Akizzi war der Sohn von Taku und hatte einen Bruder namens Takuwa. Er war mittanischer Abstammung.
Im Amarna-Archiv haben sich vier Briefe von Akizzi an Amenophis III. erhalten. In diese Zeit fällt der Aufstand des Aitakama von Kadesch, das Vordringen des Aziru von Amurru und der erste Feldzug des Hethiterkönigs Šuppiluliuma I. in Nordsyrien. Die Briefe der Könige von Nuḫašše, Tunip und des Rib-Addi von Byblos bitten alle um Hilfe gegen Aziru. Akizzi schrieb einen weiteren Brief (EA 59) an Echnaton, ohne die erbetene Hilfe zu bekommen.